# Jan Willem van Loon
Jan Willem van Loon (Amsterdam, 23 december 1816 - 's-Gravenhage, 7 maart 1876) was een Nederlands politicus.
Van Loon was een Amsterdamse advocaat. Hij was een Réveil-man en medestander van Groen van Prinsterer die het district Amersfoort vertegenwoordigde. Van Loon was actief bij het bevorderen van de Gereformeerde zending. Hij was een Kamerlid dat over uiteenlopende onderwerpen het woord voerde.
Hij was de zoon van buitengewoon Tweede Kamerlid Willem van Loon en Annewies van Winter (1793-1877).
- Biografisch Portaal: 24829135
- Digitale Bibliotheek voor de Nederlandse Letteren: loon020
- Gemeinsame Normdatei: 117213624
- Parlement.com: vg09ll2zb4ul
- Virtual International Authority File: 5703156